# Louis Serbat
Louis Serbat (ou Lasalle-Serbat) est un collectionneur d'art, historien de l'art et industriel français né à Saint-Saulve (Nord) en 1875 et mort à Laàs (Pyrénées-Atlantiques) en 1953.

## Biographie
Héritier d'une famille industrielle du Nord, il se marie à Madeleine de Vaufreland, arrière-petite-fille du général d'empire Achille Victor Fortuné Piscatory de Vaufreland ; ils forment un couple de riches collectionneurs et aussi de bienfaiteurs.
À 25 ans il sort major de la promotion 1900 de l'école des chartes, il consacre une grande partie de sa vie à la culture populaire devenant ainsi un grand collectionneur d'objets populaires, d'art, de livres etc. Sa riche collection sur le Hainaut sera légué à la bibliothèque de Valenciennes et forme aujourd'hui le « fonds Serbat ».
Il publie les résultats de ses recherches. Il devient secrétaire général de la société française d'archéologie[Quand ?] et président de la société des antiquaires de France qu'il quitte en 1933.
La vogue des bains de mer, amènent les époux Serbat sur la côte normande. Ils construisent, de 1912 et 1920, un bâtiment à Brucourt dans le Calvados qui leur sert de résidence de villégiature d'été[réf. incomplète]. Louis Serbat est élu maire de Brucourt où ils se réfugient pendant la Seconde Guerre mondiale.
Il est condamné le 16 mai 1945, par la chambre civique près la cour de justice de Caen, section du Calvados, à la dégradation nationale. 
La maison familiale de Saint-Saulve, siège social de la fondation Louis Serbat, est transformée pour en faire une maison de retraite médicalisée qu'ils lègue en 1957 au Centre hospitalier de Valenciennes.
En 1951, alors que le couple se retire au château de Laàs, il lègue le manoir Saint-Laurent aux Bénédictins pour qu'ils puissent y assurer une présence et un accueil apostolique. Mais comme ceux-ci ne sont présents sur la colline Saint-Laurent que pendant les mois d'été, le manoir est proposé à l'ordre de la Vierge Marie. C'est donc en 1975 que six sœurs de l'Annonciade viennent de leur maison-mère de Thiais pour fonder le monastère.
En 1946 ils achètent un château à Laàs où ils installent de riches collections. Après la mort de son mari, Madeleine Serbat lègue ses biens à diverses organisations, bibliothèques et musées. Le château de Laàs et ses collections sont légués en 1964 au Touring club de France avant d'être repris par le département des Pyrénées-Atlantiques en 1980.

## Publications
- L'architecture gothique des Jésuites au XVIIe au siècle, dans Bulletin monumental, t.66, 1902, Société française d'archéologie
- « Bonneval et Châteaudun, notes archéologiques » dans Bulletin monumental, t.66, 1906, Société française d'archéologie
- Les Assemblées du clergé de France, origines, organisation, développement, 1561-1615, coll. Bibliothèque de l'école des hautes études de Sciences historiques et philologiques, Champion éditeur, Paris, 1906
- « Les Monuments Du Calvados » dans texte du congrès archéologiques de France, Caen, 1908.
- « L'âge de quelques statues du grand portail de la cathédrale de Reims » dans Bulletin monumental, t.74, 1910, Société française d'archéologie
- « L'architecture des Cisterciens dans leurs plus anciennes églises en Angleterre d'après l'étude de M. J. Bilson » dans Bulletin monumental, t.74, 1910, Société française d'archéologie
- « Un manuel d'archéologie française en anglais », dans Bulletin monumental, t.74, 1910, Société française d'archéologie
- Larchant, Château-Landon, Ferrières-En-Gâtinais. Notes archéologiquesdans Bulletin monumental, t.76, 1912, Société française d'archéologie
- Inscriptions funéraires de Recluses à l'abbaye de Saint-Amand (Nord), 1912
- « Les cathédrales gothiques de l'Angleterre » dans Bulletin monumental, t.77, 1913, Société française d'archéologie
- Tablettes à écrire du XIVe siècle, 1914
- Quelques exemples de l'emploi du style gothique français en Basse-Normandie, 1926
- Lisieux, coll. Petites Monographies des grands monuments de France, Laurens éditeur, Paris, 1926
- « Le voyage d'Italie de l'architecte Jean-Jacques Huvé » dans Bulletin de la Société de l'Histoire de l'Art français, 1928.
- Un Historien imaginaire du XIe siècle, le moine "Tomellus", 1933
- Discours de M. Louis Serbat, Président sortant, Société nationale des antiquaires de France, 1933
- "Frons Ecclesiae". Chevet Ou Façade ?, 1936